# Lin'an
Lin'an is een stad in de oostelijke provincie Zhejiang van China. Lin'an is de zetel van het arrondissement Lin'an. De stad heeft meer dan 500.000 inwoners. Lin'an ligt in de prefectuur Hangzhou.

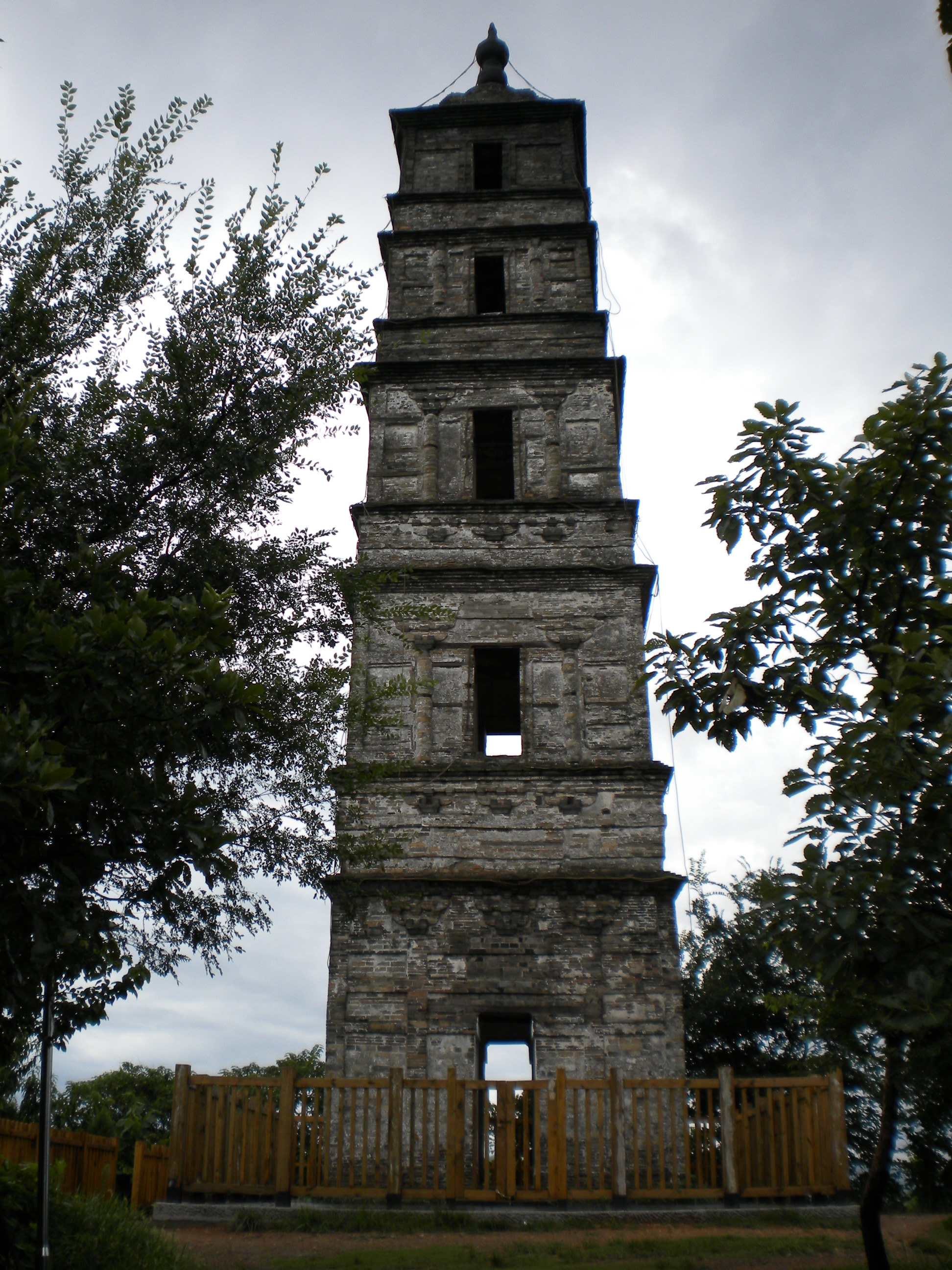
Gongchen Pagode in Lin'an